# 2-broomthiofeen
2-broomthiofeen is een gebromeerde heterocyclische aromatische verbinding met als brutoformule C4H3BrS. In zuivere toestand is het een kleurloze heldere vloeistof met een onaangename geur, die onoplosbaar is in water. Het onzuivere product kan lichtgeel tot bruin verkleuren. 2-broomthiofeen wordt voornamelijk gebruikt in de organische synthese als uitgangsstof voor gesubstitueerde thiofenen.

## Synthese
De directe bromering van thiofeen met dibroom levert naast 2-broomthiofeen ook aanzienlijke hoeveelheden 2,5-dibroomthiofeen op. Om de selectiviteit voor 2-broomthiofeen te verhogen wordt de bromering uitgevoerd met kaliumbromaat en waterstofbromide in een 2-fasensysteem (water en di-ethylether). De reactie start met het ether/water-mengsel. Dit vormt een twee-lagen-systeem (ether boven). Het kaliumbromaat is in de waterlaag opgelost, de thiofeen in de etherlaag. Door aan het (goedgeroerde) mengsel langzaam een oplossing van waterstofbromide toe te voegen wordt langzaam broom gevormd:
{\displaystyle {\ce {BrO3^{-}\ +\ Br^{-}\ +\ 6H+\ ->\ Br2\ +\ 3H2O}}}
Het gevormde broom diffundeert naar de etherlaag. Daar reageert het met het thiofeen, maar bereikt nooit, ook lokaal niet, hoge concentraties, waardoor de reactie selectief verloopt.

## Reacties
2-broomthiofeen kan omgezet worden in het isomere 3-broomthiofeen door natriumamide in vloeibare ammoniak:

## Toxicologie en veiligheid
2-broomthiofeen is een ontvlambare vloeistof. Ze kan worden opgenomen via de huid en is zeer giftig. De stof werkt corrosief op de huid en de ogen. Inhalatie van de dampen kan irritatie van de luchtwegen, kortademigheid en longoedeem veroorzaken. Langdurige of herhaalde blootstelling aan de vloeistof of de dampen van 2-broomthiofeen kan de dood tot gevolg hebben.
2-broomthiofeen reageert hevig met oxidatoren, reductoren en sterke basen. Daarbij kan brand ontstaan. Bij de verbranding of ontleding ontstaan toxische gassen, waaronder koolstofmonoxide, waterstofbromide, waterstofsulfide en zwaveldioxide.